# نموذج صاروخ

لحظات انطلاق نموذج صاروخ

نموذج صاروخ  هو نموذج مصغر لجسم طائر يصنع عادة من قبل الهواة من مواد خفيفة الوزن، مثل الورق أو الخشب أو اللدائن، ويُشَكّل على هيئة صاروخ. ولا يقصَد من نماذج الصواريخ أن تصل إلى ارتفاعات عالية أو أن تقطع مسافات بعيدة.